# Yin Zheng
Yin Zheng (en chino: 尹正; Jincheng, 7 de marzo de 1996) es un deportista chino que compite en skeleton.
Ganó una medalla de bronce en el Campeonato Mundial de Skeleton de 2024. Participó en los Juegos Olímpicos de Pekín 2022, obteniendo el quinto lugar en la prueba individual.

## Palmarés internacional
| Campeonato Mundial | Campeonato Mundial    | Campeonato Mundial | Campeonato Mundial |
| Año                | Lugar                 | Medalla            | Prueba             |
| ------------------ | --------------------- | ------------------ | ------------------ |
| 2024               | Winterberg (Alemania) | Medalla de bronce  | Individual         |